# Maria Clotilde Daviso di Charvensod
La baronessa Maria Clotilde Daviso di Charvensod (Torino, 25 maggio 1901 – Torino, 5 dicembre 1955) è stata una storica, partigiana e scrittrice italiana, specializzata in storia medievale piemontese.
Fu direttrice della Biblioteca della Deputazione Subalpina di storia patria e redattrice del Bollettino storico-bibliografico subalpino e per l'Enciclopedia Treccani.

## Biografia
Maria Clotilde nacque a Torino nel 1901 da una nobile famiglia, i Daviso di Charvensod, originaria della Valle d'Aosta.
Si formò sotto la guida di Pietro Egidi e nel 1924 si laureò in Lettere all'Università di Torino. Negli anni trenta insegnò al liceo Massimo d'Azeglio e frequentò Enrico Persico e Gian Carlo Wick.

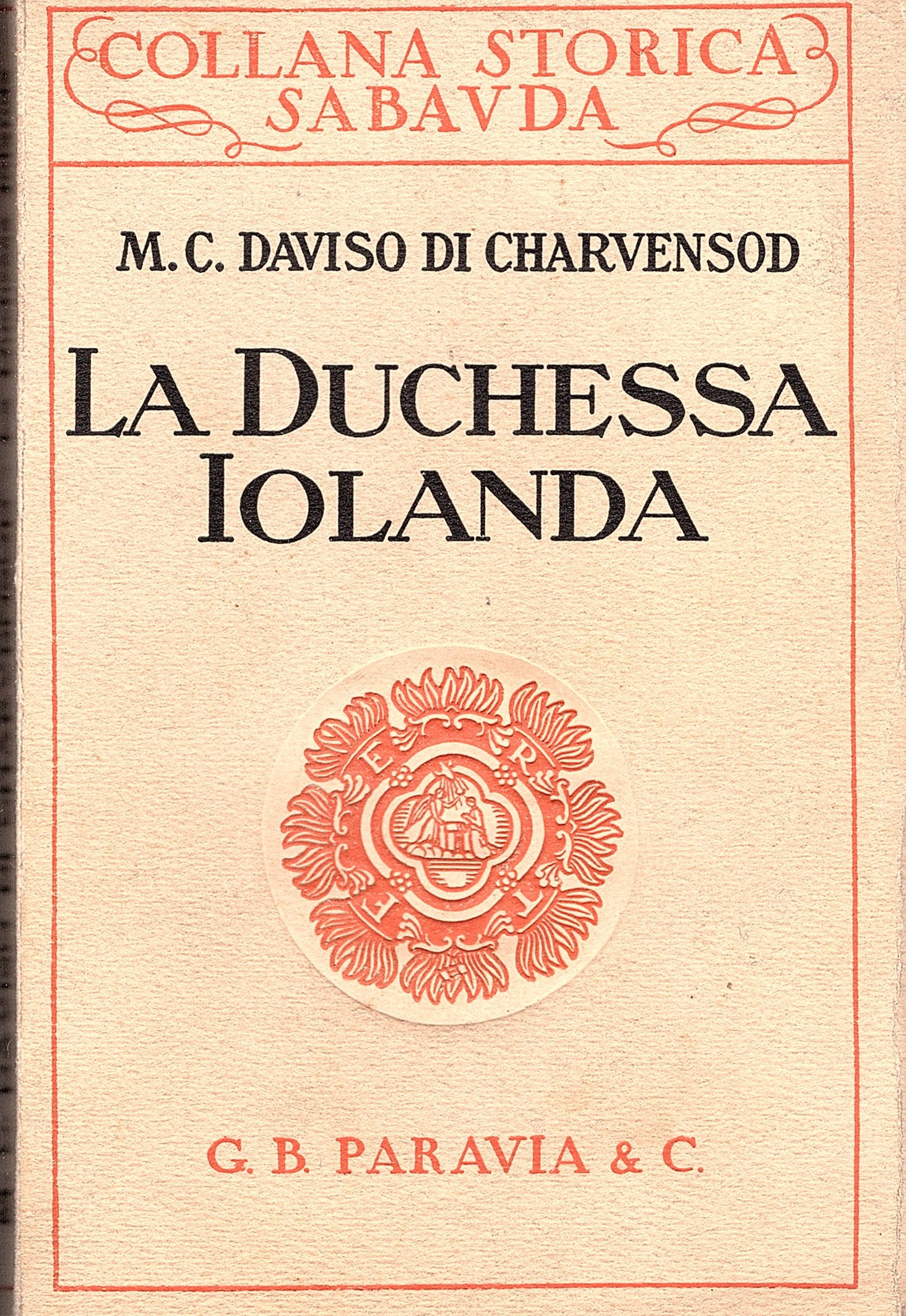
Copertina di La duchessa Iolanda

Specialista di genealogia sabauda e storia medievale piemontese, per la Collana storica sabauda approfondì le figure di Iolanda di Valois e di Filippo II, redigendo anche il lemma dell'Enciclopedia Italiana su quest'ultimo.
Maria Daviso fu tra i primi studiosi italiani a dimostrare interesse e ad avvicinarsi alle nuove idee della corrente francese delle Annales, «ben poco seguite all'epoca in Italia». Indicata anche da Giuseppe Sergi come «innovatrice in storiografia», fu tra le prime donne ammesse alla Deputazione Subalpina di storia patria. In particolare, tra il 1936 e il 1941 fu la prima socia corrispondente dell'istituto, su chiamata del conservatore Francesco Cognasso, mentre nel 1942 ne divenne deputata.
All'arrivo della seconda guerra mondiale e con la chiusura di archivi e biblioteche, per Einaudi tradusse le Memorie dello storico Philippe de Commynes, opera per la quale scrisse anche note e introduzione e che venne pubblicata postuma.
Democratica e antifascista, fu organizzatrice del movimento femminile del Partito d'Azione. Dopo l'Armistizio di Cassibile e a partire dall'ottobre del 1943 fu attiva nel movimento resistente Giustizia e Libertà come partigiana del comando regionale. Assieme ad altre partigiane quali Ada Gobetti, Silvia Pons, Lucia Lucca e Natalia Momo si adoperò per fondare il giornale clandestino La nuova realtà, organo del movimento femminile interno alla brigata partigiana suddetta. Mise a disposizione la propria villa del Borello, la quale diventò il centro organizzativo del Comando delle formazioni piemontesi di Giustizia e Libertà. Dalle pagine del Diario partigiano di Ada Prospero Gobetti emerge qualche stralcio della vita di Maria Daviso in quell'epoca: il 18 ottobre con Ada, Silvia e Costanza pianifica il secondo numero di La nuova realtà, il 25 aprile la scorgiamo attivarsi per far arrivare al Borello un enorme pacco di bandiere e bandierine francesi, inglesi e americane da distribuire alla popolazione per i festeggiamenti, il 26 aprile «tornò Maria Daviso da una fabbrica in cui era riuscita a penetrare nonostante l'accerchiamento nemico: era esaltata e commossa dallo spirito di solidarietà e di sicurezza che aveva sentito tra gli operai.» Una foto emblematica la ritrae davanti alla villa con le staffette partigiane nei giorni della Liberazione.

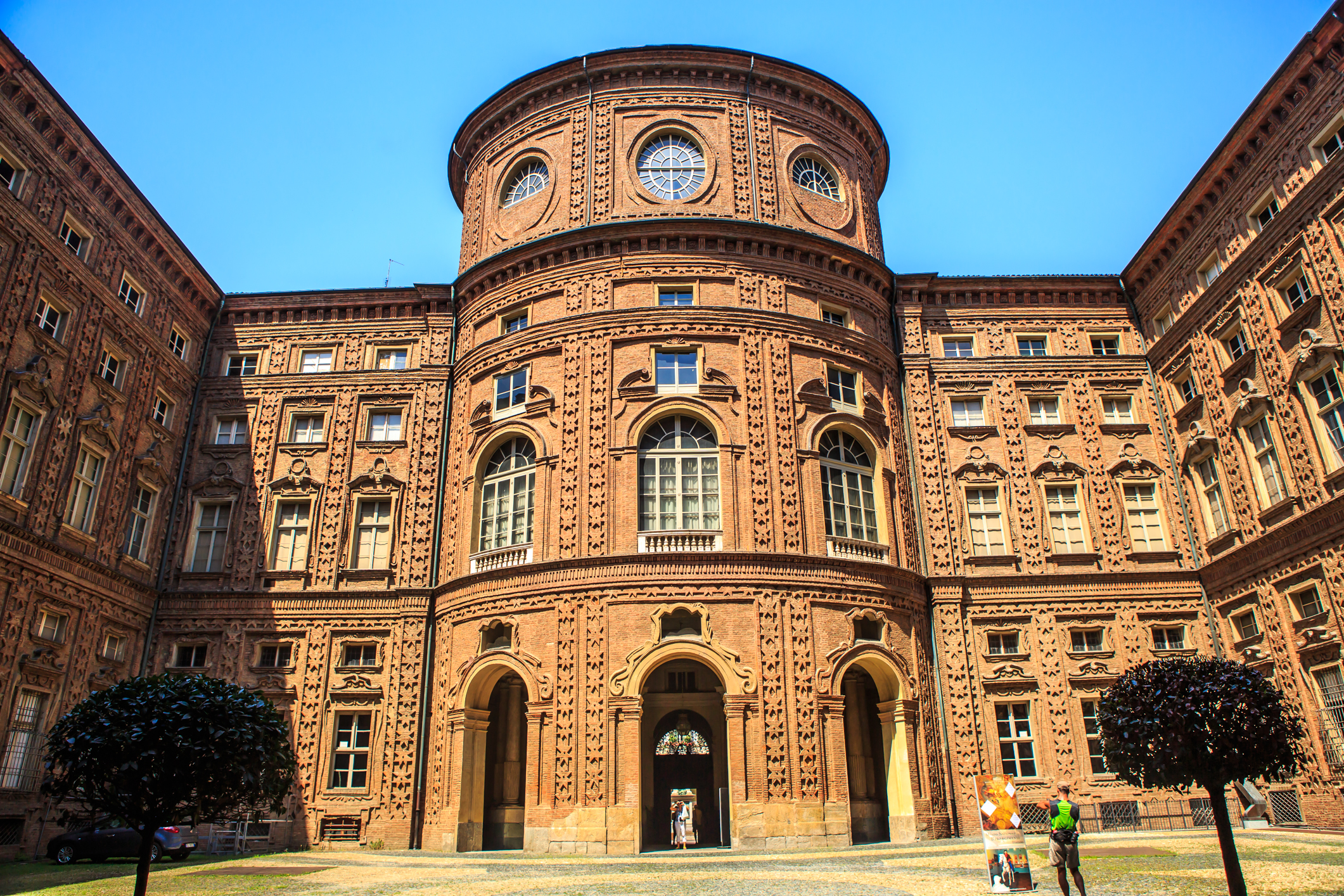
Palazzo Carignano, sede della Deputazione Subalpina di storia patria a Torino

Nel secondo dopoguerra riorganizzò la Biblioteca della Deputazione Subalpina di storia patria sconvolta dagli eventi bellici e ne curò il Bollettino storico-bibliografico subalpino.. Si occupò inoltre della curatela de Le franchigie delle comunità del Ducato di Aosta di Jean-Baptiste de Tillier insieme a Maria Ada Benedetto.
Fu anche libera docente di Storia medievale e attiva nella sezione Piemontese dell'Associazione italiana biblioteche, nonché segretaria della Deputazione Subalpina di storia patria dal 1948 fino alla morte.
Meno nota è la sua attività come segretaria della Sezione piemontese del Movimento Italiano per la Protezione della Natura, costituitasi a gennaio del 1951 sotto la direzione di Domenico Riccardo Peretti Griva. Questo ruolo va letto in continuità con il suo impegno pre-bellico, quando per tre anni fu assistente volontaria del Museo di mineralogia dell'Università di Torino, sotto la guida di Emilio Repossi e, successivamente, di Luigi Colomba.
Maria Daviso di Charvensod morì prematuramente nel 1955.
Alla Biblioteca della Deputazione è conservato il Fondo Maria Clotilde Daviso di Charvensod, donato dal fratello a seguito di lascito testamentario.
La famiglia ha anche intitolato alla storica la Fondazione omonima presso la Deputazione, che dal 1969 elargisce un premio annuale per monografie inedite relative alla storia subalpina.

## Vita privata
Alcune fonti lasciano intendere che Maria Clotilde Daviso di Charvensod fosse nubile.

## Opere (parziale)
- Maria Clotilde Daviso di Charvensod, I Pedaggi delle alpi occidentali nel Medio Evo, Torino, Deputazione subalpina di storia patria, 1961.
- Maria Clotilde Daviso di Charvensod, Filippo II il Senzaterra, Torino, G. B. Paravia & C., 1941.
- Maria Clotilde Daviso di Charvensod, I più antichi catasti del comune di Chieri (1253), collana Biblioteca della Società Storica Subalpina, Torino, Regia deputazione subalpina di storia patria, 1939.
- Maria Clotilde Daviso di Charvensod, La duchessa Iolanda (1434-1478), Torino, Paravia, 1935.
- (FR) Maria Clotilde Daviso di Charvensod, La route du Valais au XIVe siècle, in Revue suisse d'histoire, t. I, Zurich, 1951,  pp. 545-561.
- Maria Clotilde Daviso di Charvensod, Considerazioni intorno ai tre Stati in Piemonte, La Palatina, 1947.
- Maria Clotilde Daviso, I Longobardi in Val d'Aosta, in Atti del I Congresso internazionale di studi longobardi, Spoleto, Accademia Spoletina, 1951,  pp. 248-253.

Curatele
- Jean-Baptiste de Tillier, Le Franchigie della comunità del Ducato d'Aosta, a cura di Maria Clotilde Daviso di Charvensod e Maria Ada Benedetto, Torino, Deputazione Subalpina di Storia Patria, 1956.
- Maria Clotilde Daviso di Charvensod e Maria Ada Benedetto (a cura di), Gli Statuti del consortile di Cocconato, Torino, Deputazione Subalpina di Storia Patria, 1965.